# Inder Kumar Gujral
Indra Kumár Gudžrál (4. prosince 1919 Džihlam, Paňdžáb, Britská Indie, nyní Pákistán – 30. listopadu 2012 Nové Dillí) byl indický politik, od 80. let představitel strany Džanta dal. V letech 1997–1998 byl premiérem Indie. V letech 1997–1998 byl ministrem financí, 1989–1990 a 1996–1998 ministrem zahraničních věcí, roku 1975 ministrem informací.